# 陳建仁
陳建仁，KHS，KSG（1951年6月6日—），臺灣流行病學家、政治人物，曾任中華民國副總統和行政院院長。在副總統任內曾兼任總統府國家年金改革委員會與總統府人權諮詢委員會召集人。
陳建仁生於高雄縣旗山鎮，其父為中國國民黨白派大老及前高雄縣縣長陳新安。其學術生涯歷任國立臺灣大學公共衛生所所長、流行病學研究所創所所長、公共衛生學院院長、輔仁大學學校財團法人董事及輔仁大學劉建仁神父紀念講座教授，擁有中央研究院院士、世界科学院院士、美国国家科学院外籍院士、宗座科學院院士等學術榮銜。學術生涯後期開始出任公職，曾任行政院衛生署署長、行政院國家科學委員會主任委員、中央研究院副院長等職務。
2015年11月16日，陳建仁請辭中研院副院長，宣布與民主進步黨主席蔡英文跨黨派（民、無）搭檔參選中華民國第14任正副總統並當選，成為行憲後首位無黨籍副總統。
2020年5月，在卸任副總統後回任中研院基因體研究中心特聘研究員，並因再任公職依法停止《卸任總統副總統禮遇條例》的禮遇，但因其身份敏感仍依《特種勤務條例》給予一定程度的維安保護。
2021年底，在中華民國總統兼民進黨主席蔡英文親自邀請下申請加入民進黨，隔年7月擔任臺北市市長參選人陳時中競選總部主任委員。
2023年1月27日，蔡英文總統召開記者會宣布任命陳建仁接任行政院院長，1月31日就職，成為中華民國史上首位接任行政院院長的卸任副總統；2024年5月20日，交接給新任閣揆卓榮泰。

## 早年及背景
陳建仁1951年6月6日出生於旗山延平一路故居。父親是中國國民黨籍前任高雄縣縣長、高雄白派大老陳新安，母親陳魏蓮芷經營幼兒園。陳建仁有八名兄弟姊妹，么弟陳建德是同步輻射學者，國家同步輻射研究中心主任，和陳建仁一樣以47歲之齡即當選中央研究院院士，兩人皆獲得總統科學獎。
陳建仁先後就學於臺南市東區勝利國民學校、高雄市立前金國民學校、高雄市立第二初級中學、臺北市立大安初級中學。1969年畢業於臺北市立建國高級中學後，考上國立臺灣大學森林系森林經營組。大二轉系至臺大動物系並於1973年畢業。曾於1972年擔任台大登山社社長。
陳建仁在台大慈幼會結識妻子羅鳳蘋。羅鳳頻是外省第二代，父母皆來自南京市，婚後勤學臺灣閩南語與夫家溝通，自中華電信退休後投身教會活動。兩人育有二女。受妻子影響，陳建仁婚後受洗為天主教徒，聖名方濟各；一家四口皆為虔誠信徒。

## 學術生涯
就讀臺大醫學院公共衛生研究所時，同時在臺大擔任助教工作，並開始進行B型肝炎研究，投入十餘年心血，成為「B肝疫苗全面接種」的推手之一。1977年，取得臺大醫學院公共衛生研究所碩士後，赴美留學攻讀约翰斯·霍普金斯大学公共衛生學院流行病學與人類遺傳博士，1982年學成歸國後，投身臺灣各項重大流行病學調查防治計畫，從烏腳病、小兒麻痺、Ｂ型肝炎、肺癌、鼻咽癌等國人好發之疾病、癌症，乃至著手調查輻射屋對人體的影響等，奠定他在臺灣流行病學及公共衛生學界的地位。
陳建仁是國際知名的砷中毒研究專家，致力於慢性砷中毒與病毒致癌之分子及基因體流行病學研究長達30年，其研究之論文系列被認定為環境流行病學的經典著作，SCI索引期刊記載已被引用超過五千多次，帶動各國重視「飲水砷中毒」這項危害上億人口的環境健康災難。世界衛生組織、美國聯邦環境保護署、國際癌症研究中心邀請陳建仁，進行飲水砷含量的風險評估和標準訂定，該飲水安全標準被世界衛生組織、北美、歐盟及許多亞洲國家採用，對於保障全球的公共衛生有相當貢獻，確保飲用水的安全並維護人類的健康。
陳建仁對人類常見癌症，特別是肝細胞癌、鼻咽癌、子宮頸癌的遺傳與環境危險因子所進行的分子與基因體流行病學研究，獲得深具原創性的豐碩成果，其中最著名的貢獻之一是慢性B型肝炎的研究。陳建仁領軍的研究團隊，進行了全球規模最大、時間最長的肝炎病毒追蹤研究，該研究不僅發現預測末期肝病的重要分子標幟，成為國際病毒肝炎臨床指引的必要檢測項目；更建立簡易精確的末期肝病預測公式，成為全球病毒肝炎診斷治療的參考準則。為台灣300多萬名以及全球5億名慢性B型與C型肝炎肝炎患者，提供有效降低罹患末期肝病風險的對策。
陳建仁的主要研究領域為內科、免疫學、肝細胞癌、乙型肝炎和胃腸學。他的內科研究包括B型肝炎表面抗原、B型肝炎e抗原和內分泌學。在免疫學方面，其研究整合癌症登記和風險比等主題。陳建仁的著作亦有涉及與肝細胞癌相交的肝病和癌病等主題，他將肝硬化、隊列研究和疫苗接種在乙型肝炎問題的調查中聯繫起來。陳建仁亦研究了與丙型肝炎相交的胃腸病學和前瞻性隊列研究。
陳建仁目前為台灣醫學專家中，被引用論文次數第二多的學者。

## 從政生涯

### 衛生署署長

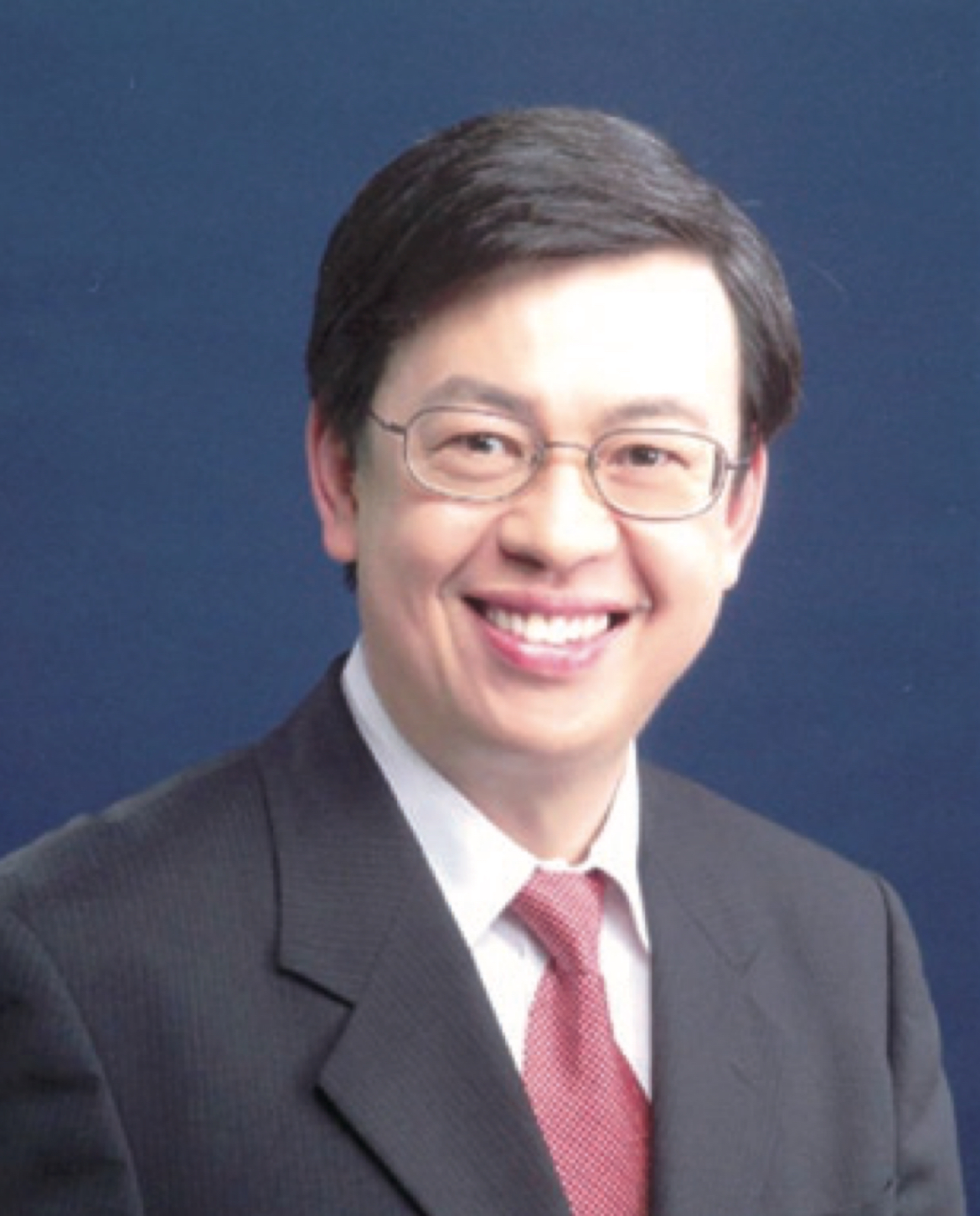
2005年的陳建仁

2003年SARS疫情爆發，陳建仁臨危受命出任行政院衛生署署長，積極改造衛生署及疾病管制局組織、建置全國感染症醫療體系、修訂「傳染病防治法」，提升臺灣的衛生防疫能力。

### 國科會主委
2006年，擔任行政院國家科學委員會主任委員，修定行政院國科會組織法、推升臺灣科技與生醫產業、拓展國際科學技術合作。也參與推動國發基金投資生技新藥產業，是促成設立宇昌公司的重要推手。陳建仁在2012年總統大選期間與87位科學家連署替蔡英文背書宇昌案，遭國民黨質疑。
2014年9月，參與衛生福利部國民健康署肝癌防治宣導片。

### 副總統

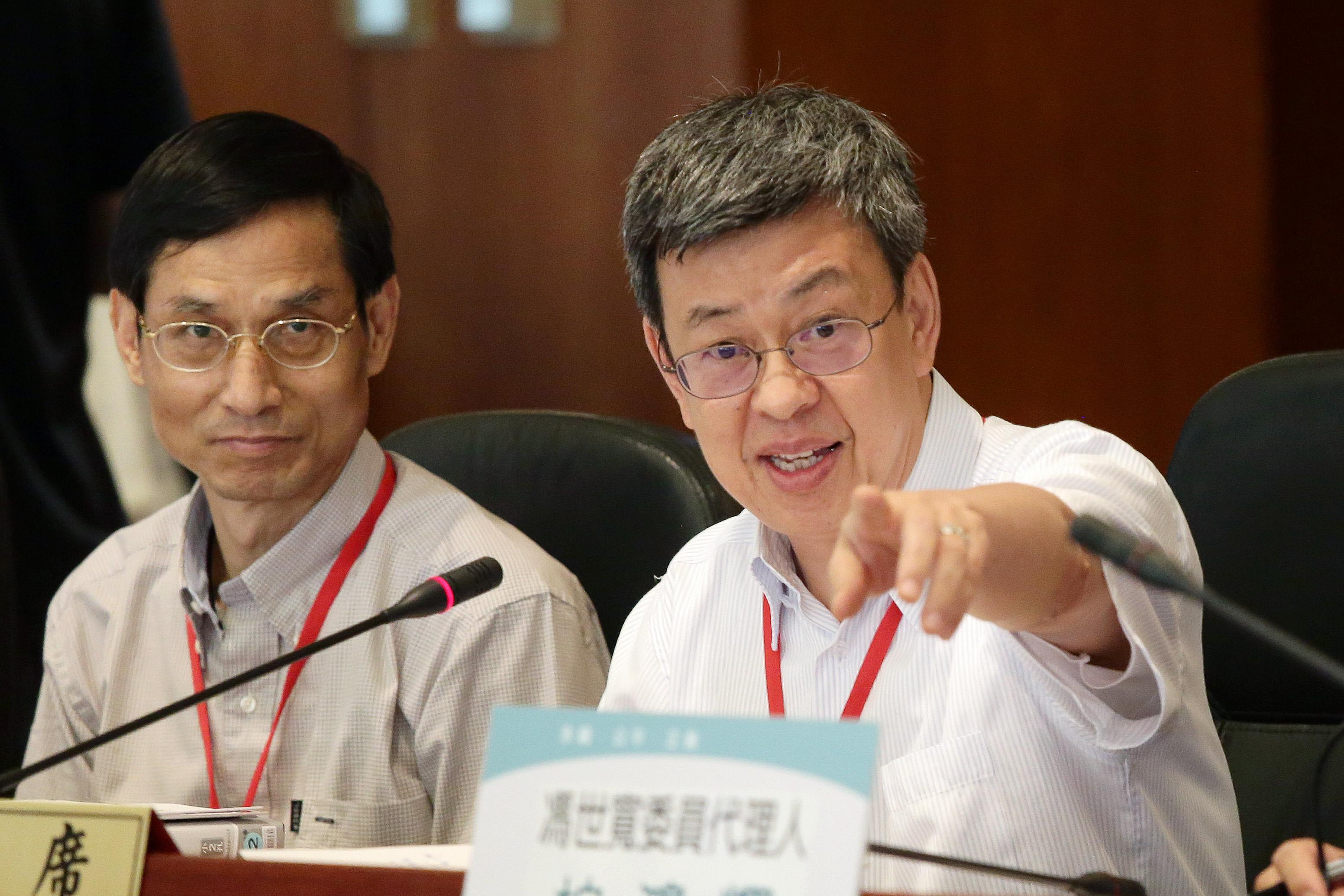
年金改革協調人副總統陳建仁與政務委員林萬億

2015年11月16日，陳建仁宣布請辭中央研究院特聘研究員兼副院長職務，並宣布與民主進步黨總統候選人蔡英文搭檔參選2016年中華民國總統選舉。
| 1        | 朱立倫、王如玄 | 中國國民黨    | 3,813,365票 | 31.04%                             |                                    |
| 2        | 蔡英文、陳建仁 | 民主進步黨    | 6,894,744票 | 56.12%                             | 當選                               |
| 3        | 宋楚瑜、徐欣瑩 | 親民黨        | 1,576,861票 | 12.83%                             |                                    |
| 選舉日期 | 選舉日期       | 2016年1月16日 | 選舉人數    | 18,782,991人                       | 18,782,991人                       |
| 投票率   | 投票率         | 66.27%        | 投票人數    | 有效：12,284,970人 無效：163,332人 | 有效：12,284,970人 無效：163,332人 |

2016年1月16日，與蔡英文當選為中華民國第14任正副總統，同年5月20日正式就任。6月3日，接見聯合國非政府组织公共資訊部門（UN NGO/DPI）執委會主席納茲（Bruce Knotts）。8月出訪多明尼加，參加總統达尼洛·梅迪纳就職典禮。9月出訪梵蒂冈，參加教廷舉辦的德蕾莎修女封聖儀式，並在儀式中晉見教宗方濟各。
2017年4月18日，再度接見聯合國非政府組織公共資訊部門執委會主席納茲。

### 卸任後加入民進黨
2021年底，在時任中華民國總統蔡英文親自邀請下申請加入民進黨；2022年2月25日，民進黨臺北市黨部審核通過，並送交黨中央確認。2022年至2023年，擔任小英之友會的榮譽總會長。

### 行政院院長

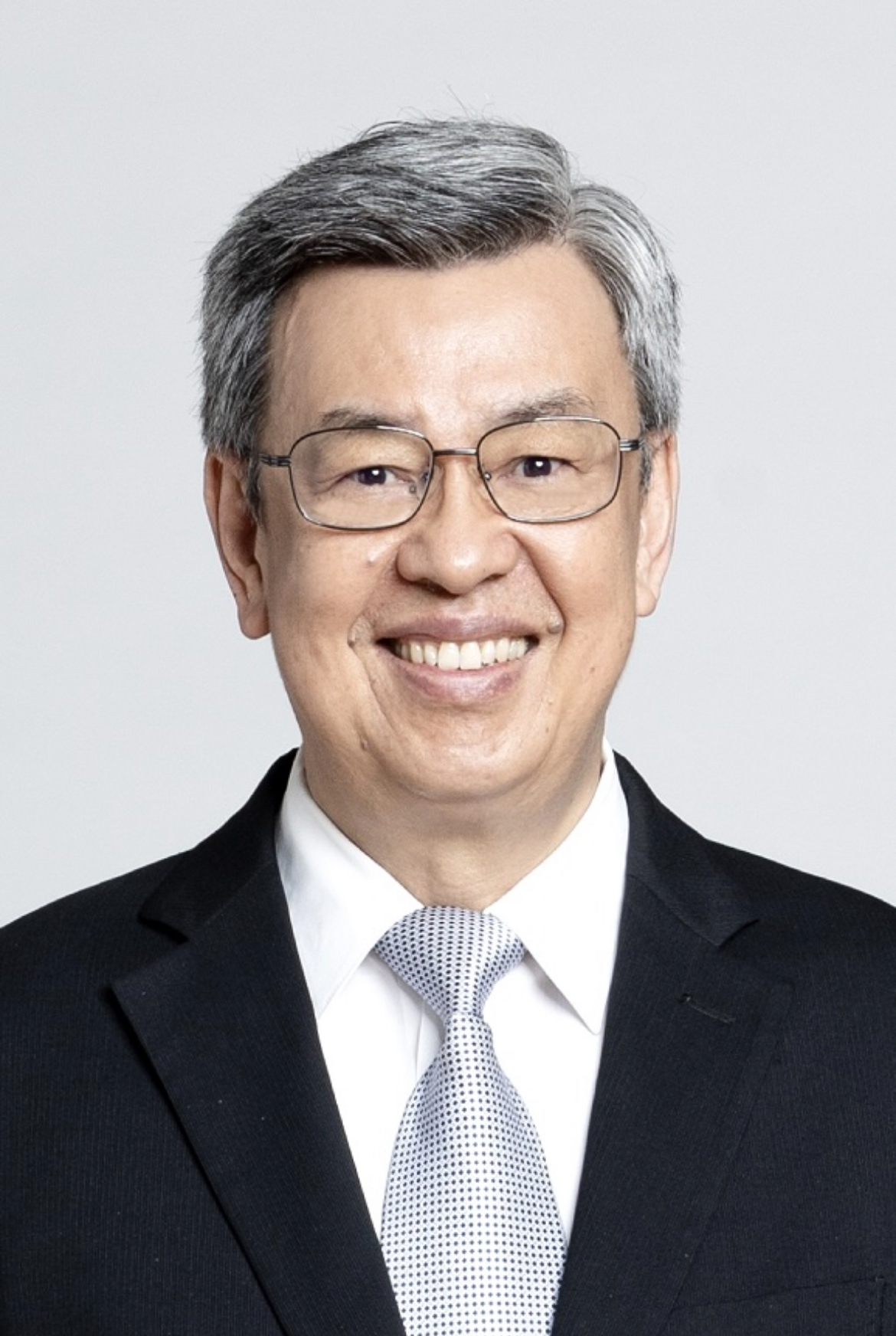
陳建仁院長官方肖像

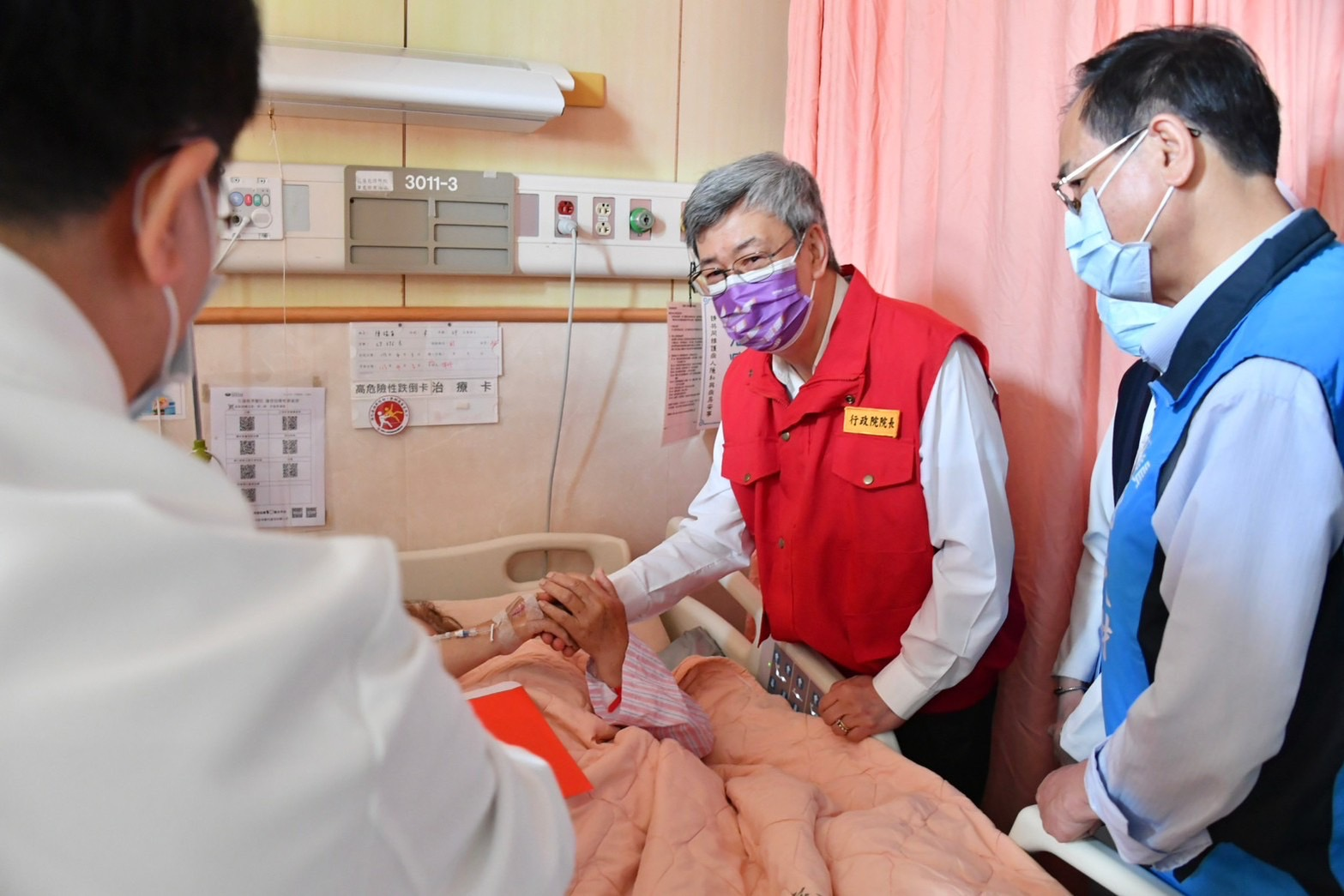
2024年4月，行政院院長陳建仁慰問花蓮地震災區慈濟醫院受傷民眾

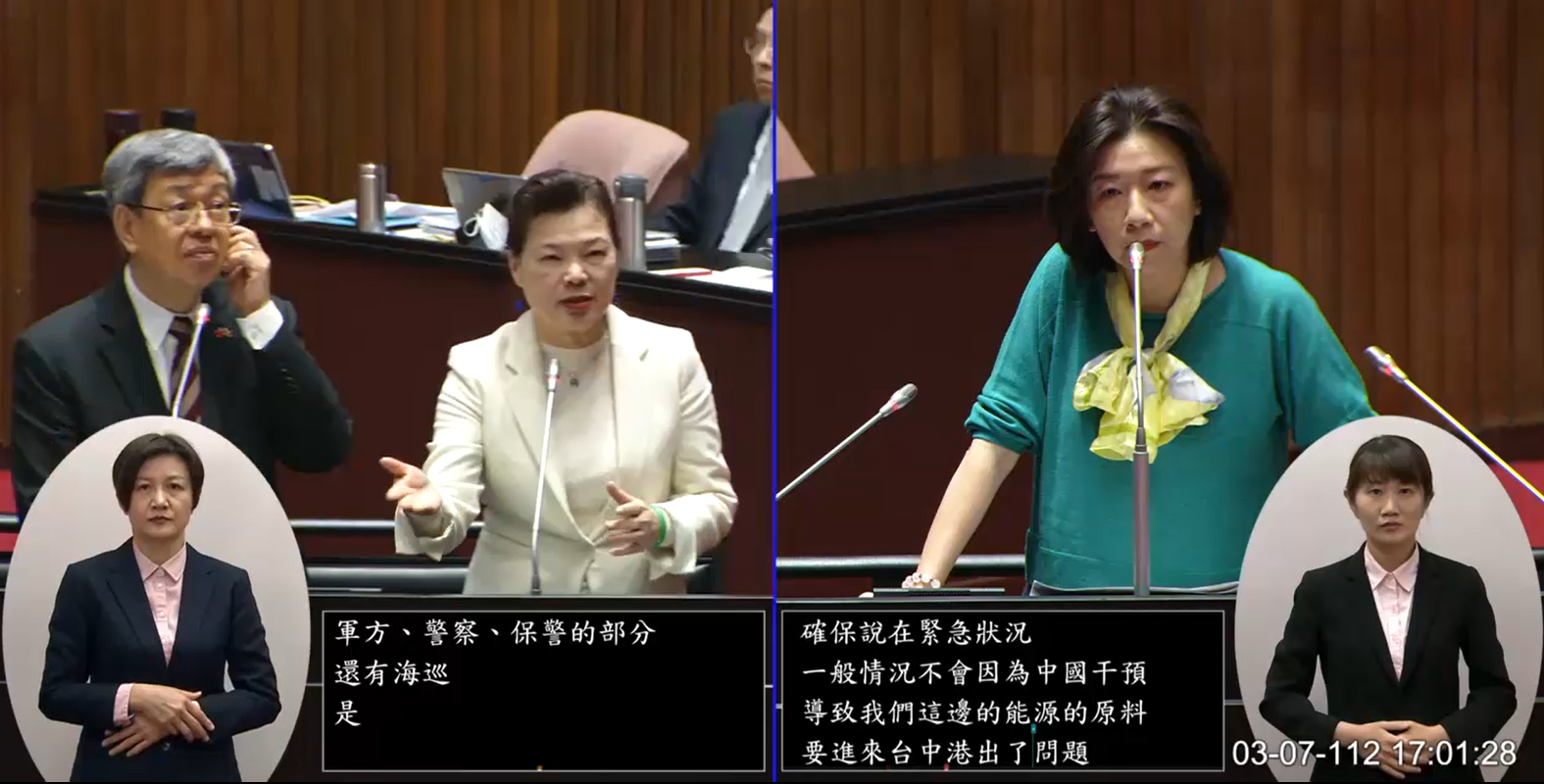
立法委員林靜儀於2023年立法院院會質詢行政院院長陳建仁與經濟部部長王美花

2023年1月19日，時任行政院院長蘇貞昌於總預算三讀後再次向總統蔡英文請辭。1月25日，總統蔡英文徵詢前副總統陳建仁並獲同意接任；1月27日，總統蔡英文於總統府正式召開記者會宣布由前副總統陳建仁接任行政院院長，1月31日就任，陳建仁表示這將是人生最後一個政務人員公職。
2024年1月18日，陳建仁於立法委員選舉選出新一屆立法院後，以產生新民意為由向總統蔡英文請辭，最後決定接受慰留，任期至5月20日政權交接為止。

## 爭議

### 掛名論文遭質疑
陳建仁擔任行政院國家科學委員會主任委員期間，掛名共同作者的論文出現抄襲爭議。該篇論文是由國立臺灣大學醫學院醫師陳冠宇所撰寫，陳建仁和時任台大副校長楊泮池同為掛名的九名共同作者之一，楊泮池在第一時間對社會道歉並辭職，事後他出面說明是審查時的「抄錄不當」而非抄襲，經修改後已獲期刊刊登。
2007年8月10日，《中國時報》刊登「又見次長涉案，再談責任政治倫理」社論，批評民主進步黨官員責任倫理的衰敗，文中說到「國科會主委自己是論文抄襲案的主角，其學術倫理委員會對中興大學的倫理案大開鍘刀，祭出停權多年之處分，卻對主委涉案不敢聞問」。時任國科會主委陳建仁對中國時報余建新、夏珍等人提出诽谤之訴。地院認為，該社論內容，顯有依據，判決被告無罪。台北地院2008年1月31日判決指出，國際知名期刊《Cancer》雜誌執行編輯於2006年12月6日函台大醫院副院長蔡克嵩教授表示，該雜誌認定案外人陳冠宇所撰投稿至該雜誌之論文《Hormone Replacement Therapy and Lung Cancer Risk in Taiwan》手稿有抄襲之嫌，要求台大醫院處理。而台大醫院2007年12月14日學術倫理案件審議委員會會議認定本案件在introduction和部分method已引用相關文章，其英文有抄襲之事實，但顯非故意，情節不重，又本案投稿論文未曾作為渠本次升等之代表著作，或參考著作，因此決議陳冠宇5年內不得提出教師新（改）聘及升等之申請 。至於共同作者部分，倫理委員建議由醫學院院長與附設醫院院長共同署名函知其他共同作者之服務機構，「以為提醒」。
2015年11月總統副總統競選期間，中國國民黨立法委員蔡正元、王育敏、前立委邱毅指控，陳建仁承認沒看過論文，既不知道內容是什麼，就掛名為作者，有抄襲與欺騙之嫌。藍營名嘴黃智賢則質疑陳建仁掛名的論文出現抄襲這種醜事，竟然還高昇中研院副院長，是因為他懂得博得長官喜悅。蔡英文表示，陳建仁的論文這件事情是因為論文的第一作者陳冠宇在處理註釋的疏忽，審查單位提出建議請他修改，經過嚴格的審查，刊登在《Cancer》這個國際知名非常權威的期刊，如果這個案子是涉嫌抄襲，這麼知名、權威的國際雜誌不會刊登。
2023年1月30日，國民黨立委王鴻薇再次質疑陳建仁掛名論文涉抄襲一事，行政院準發言人陳宗彥今回應，這是2016年選舉的議題，當時已有詳細說明。翁達瑞接受採訪進一步說明，王鴻薇指稱涉嫌抄襲的論文，順利發表在頂尖期刊，既無勘誤附錄，也未被下架。顯然這篇論文沒有抄襲的內容，陳建仁當時是為該研究計畫主持人，最大的瑕疵為沒發現版本抄錄不當，之後已經修正也順利出版，自無下台與否的爭議。

### 抗SARS英雄頭銜
2003年抗SARS期間，陳建仁出任行政院衛生署署長，穩住SARS疫情。在他獲邀為蔡英文搭檔參選副總統後，其抗SARS英雄頭銜被對手陣營質疑。國民黨籍立委吳育昇說抗SARS英雄是葉金川，不是陳建仁。國民黨立委蔡正元與名嘴黃智賢說，民進黨說陳建仁是抗SARS英雄，但陳建仁不是，因為行政院提報的抗SARS名單上沒有陳建仁。在行政院公佈的抗SARS有功醫護人員的首波名單中，獎勵三類人員或機構，分為第一線不顧自身安危投入抗SARS人員、第一線堅守崗位抗SARS之護理人員、與抗SARS有功之醫療團隊等三類，首功人員有台大醫院感染科主任張上淳、中研院副研究員何美鄉、高雄榮民總醫院急診部主任顏幕庸、臺北榮民總醫院副院長李建賢、慈濟大學教授葉金川、衛生署疾管局副局長許國雄、高雄醫學大學教授何啟功等人，陳建仁不在此第一線人員名單內。前衛生署署長楊志良說抗SARS英雄很多，功勞不能統統歸在陳建仁身上，但陳建仁上任衛生署署長把大局穩住很重要。前衛生署署長葉金川也表示，陳建仁肯定是抗SARS人物，沒有爭議。2005年陳建仁獲總統科學獎及中央研究院副院長之簡介皆提及：陳建仁在2003年成功領導全國迅速遏止嚴重急性呼吸道癥候群（SARS）之流行 。

### 副總統選舉辯論會失言
在2015年12月26日的副總統選舉辯論會中，陳建仁失言引發國民黨陣營批評。一是提到基隆河整治是民進黨政績編列1,500億，民進黨只用320億；但事實是基隆河整治有三階段，國民黨執政時完成兩個階段整治分別1,046億和121.8億，民進黨在執政時用320億整治。二是說中二高編列5,000億，民進黨只用2,400億就蓋好；但實際是國民黨執政時北二高1997年就完工，應是指中二高續建。三指桃園大潭電廠原編列4,000億，只用1,000億就蓋好；事實是根本沒有4,000億這數字，1997年核定大潭電廠經費是1,227億。國民黨要求民進黨2天內提出證實文件，如果沒有，要公開道歉。
事後陳建仁表示引用網路錯誤資料「緊張口誤」，但始終不願鬆口表達道歉。民進黨在官方發布之辯論會文稿則主動修正錯誤資料。國民黨譏諷，陳建仁辯論會上都是低頭看稿照唸，這樣也能辯稱口誤，是說謊違反十誡慣犯，應該要跟天主懺悔或告解；而民進黨修正官網辯論會文稿，是欺騙行為。前行政院秘書長陳景峻則希望陳建仁當好輔佐角色，不必當辯士。而他先前批評長照政策蓋老人院，把老人和家人隔開像麻风病患被隔離，將老人院比做痲瘋病院，引起了病患家屬與老人的批評；他事後為此失言道歉，並向長照機構的服務者與志工致上最高的敬意。為避免再次失言，2016年1月4日的副總統政見會，陳建仁及相關幕僚定調改走「穩健保守」路線，以闡述政策為主，讓陳發揮所長，主打公衛醫療等相關議題。

## 著作
| 年份          | 書名                           | 作者                                                                   | 出版公司         | ISBN               |
| 1999年3月3日  | 流行病學：原理與方法           | 陳建仁                                                                 | 聯經出版公司     | ISBN 9570819219    |
| 2013年1月30日 | 光陰迴廊：臺灣百年公衛紀實     | 葉金川、陳建仁、吳明彥、李淑娟、李安丙、張鴻仁、江宏哲、邱淑媞、郭旭崧 | 五南             | ISBN 9789571168814 |
| 2015年4月1日  | 醫界九大權威：癌症真的能預防   | 翁啟惠、陳建仁、黃俊升、林肇堂、陳定信、陳肇隆、熊昭、楊泮池、蔡俊明   | 聯經出版公司     | ISBN 9789572985311 |
| 2021年9月1日  | 小大人的公衛素養課             | 陳建仁、胡妙芬、Hui                                                    | 親子天下         | ISBN 9786263058515 |
| 2022年7月1日  | 因果螺旋：跨越時空的探索與思辯 | 陳建仁                                                                 | 圓神出版社       | ISBN 9789861338316 |
| 2025年5月5日  | 左腦爸爸 右腦女兒              | 陳建仁 、陳怡如                                                        | 天下生活出版公司 | ISBN 9786267299821 |

## 榮譽
| 年份       | 頒發國家 | 獎項                                                        |
| ---------- | -------- | ----------------------------------------------------------- |
| 1983－1985 | 中華民國 | 行政院國家科學委員會甲種研究獎（共3次）                     |
| 1986－1994 | 中華民國 | 行政院國家科學委員會傑出研究獎（共5次）                     |
| 1989       | 美国     | 美國國家衛生研究院Fogarty International Research Fellowship |
| 1989       | 美国     | 美國流行病學學院 Overseas Fellow                            |
| 1991       | 中華民國 | 青杏醫學文教基金會青杏醫學獎                                |
| 1992       | 中華民國 | 聯合醫學論文獎                                              |
| 1992       | 中華民國 | 中華民國教育部教學特優教師獎                                |
| 1993       | 美国     | 美國流行病學學院院士                                        |
| 1995－1999 | 中華民國 | 傑出人才發展基金會傑出人才講座                              |
| 1995－2001 | 中華民國 | 行政院國家科學委員會特約研究人員                            |
| 1996       | 中華民國 | 行政院衛生署貳等衛生獎章                                    |
| 1997       | 中華民國 | 中華民國教育部學術獎                                        |
| 1997－2002 | 中華民國 | 中華民國教育部國家講座                                      |
| 1998       | 中華民國 | 中央研究院院士                                              |
| 1999       | 中華民國 | 臺灣癌症基金會防癌研究傑出獎                                |
| 2001       | 美国     | ISI經典引文獎                                               |
| 2002       | 中華民國 | 臺灣醫學會杜聰明紀念講座                                    |
| 2003       | 中華民國 | 行政院國家科學委員會傑出特約研究員獎                        |
| 2005       | 中華民國 | 行政院衛生署壹等衛生獎章                                    |
| 2005       | 中華民國 | 行政院壹等功績獎章                                          |
| 2005       | 中華民國 | 總統科學獎                                                  |
| 2005       | 義大利   | 世界科學院院士                                              |
| 2007       | 蒙古国   | 蒙古科学院名譽院士                                          |
| 2008       | 美国     | 哈佛大學Cutter預防醫學講座                                  |
| 2009       | 法國     | 法國教育部學術棕櫚勳章                                      |
| 2009       | 美国     | 臺美基金會傑出科技工程獎                                    |
| 2010       | 美国     | 約翰斯霍普金斯大學Delta Omega榮譽會會員                     |
| 2010       | 梵蒂冈   | 梵蒂岡耶路撒冷聖墓騎士團騎士                                |
| 2010       | 中華民國 | 王民寧基金會王民寧獎學術研究傑出貢獻獎                      |
| 2011       | 泰国     | 泰國消化系學會 Prof. Vikit Viranuvatti 紀念獎座             |
| 2011       | 中華民國 | 台灣癌症聯合學術年會台灣癌症防治貢獻獎                      |
| 2012       | 中華民國 | 行政院國家科學委員會壹等科學專業獎章                        |
| 2012       | 美国     | 約翰斯霍普金斯大學The Knowledge for the World獎             |
| 2013       | 梵蒂冈   | 梵蒂岡宗座大額我略爵士                                      |
| 2013       | 中華民國 | 行政院傑出科技貢獻獎                                        |
| 2014       | 中華民國 | 中國醫藥大學名譽博士                                        |
| 2016       | 中華民國 | 中央研究院特等服務獎章                                      |
| 2017       | 美国     | 美國國家科學院外籍院士                                      |
| 2020       | 中華民國 | 中山勳章                                                    |
| 2020       | 中華民國 | 國立中山大學名譽博士                                        |
| 2020       | 中華民國 | 私立高雄醫學大學名譽博士                                    |
| 2021       | 梵蒂冈   | 梵蒂岡宗座科學院院士                                        |
| 2024       | 中華民國 | 一等卿雲勳章                                                |

## 外部連結
- 陳建仁 Chen Chien-Jen的Facebook專頁
- 陳建仁的Instagram帳戶
- YouTube上的陳建仁頻道
- 陳建仁的Threads帳號 （页面存档备份，存于）
- 劉榮; 林思慧. . 鏡週刊. 2018-06-26  [2023-01-31]. （原始内容存档于2023-01-31）.

| 中華民國國家元首 | 中華民國國家元首                                                   | 中華民國國家元首                   |
| ---------------- | ------------------------------------------------------------------ | ---------------------------------- |
| 前任： 吳敦義    | 中華民國副總統 第十四屆 2016年5月20日－2020年5月20日               | 繼任： 賴清德                      |
| 中華民國政府職務 |                                                                    |                                    |
| 行政院           |                                                                    |                                    |
| 前任： 涂醒哲    | 衛生署署長 第九任 2003年5月18日－2005年2月1日                      | 繼任： 王秀紅（代理） 正任：侯勝茂 |
| 前任： 吳茂昆    | 行政院國家科學委員會主任委員 第十二任 2006年1月25日－2008年5月20日 | 繼任： 李羅權                      |
| 前任： 蘇貞昌    | 行政院院長 第三十一任 2023年1月31日－2024年5月20日                 | 繼任： 卓榮泰                      |